# Vargholmen, Österbotten
Vargholmen med Laggnäsholmen är en ö i Finland. Den ligger i Bottenviken och i kommunerna Karleby och Larsmo i landskapen Mellersta Österbotten och Österbotten, i den nordvästra delen av landet. Ön ligger omkring 12 kilometer väster om Karleby och omkring 420 kilometer norr om Helsingfors.
Öns area är 71,8 hektar och dess största längd är 1,3 kilometer i nord-sydlig riktning. Ön höjer sig omkring 10 meter över havsytan. I omgivningarna runt Vargholmen växer i huvudsak blandskog.

## Klimat
Inlandsklimat råder i trakten. Årsmedeltemperaturen i trakten är 0 °C. Den varmaste månaden är juli, då medeltemperaturen är 16 °C, och den kallaste är februari, med −15 °C.